# Население Сербии
Население Сербии на 2022 год насчитывает 6,69 млн человек (без Косова). Его составляют в основном сербы, а к меньшинствам относятся албанцы (в Косове они — подавляющее большинство), венгры (в основном в Воеводине), цыгане, боснийцы, хорваты, словаки, румыны, болгары и другие. Воеводина была частью Австро-Венгрии, а остальная Сербия (в том числе Косово) — в составе Османской империи, поэтому национальный и религиозный состав их населения несколько различаются. 

## Демографические данные
В октябре 2011 года в Сербии прошла первая после распада Югославии перепись населения. Предыдущая была в 2002 году и проводилась еще когда существовала Союзная Республика Югославия. Численность населения Сербии по итогам переписи, прошедшей в октябре 2011 года, — 7 186 862 человека, в 2002 году же этот показатель составлял 7 498 001 человек. 
По регионам Сербии население распределяется следующим образом: Сербия-Север — 3556 тыс. чел., в том числе Белградский регион 1639 тыс. чел., регион Воеводина — 1917 тыс. чел. Сербия-Юг — 3565 тыс. чел., в том числе Шумадия и Западная Сербия — 2013 тыс. чел., Южная и Восточная Сербия — 1551 тыс. чел. Данные о численности населения Сербии не включают население Косова и Метохии и албанцев юга Сербии, которые бойкотировали перепись. 
Сербия находится в остром демографическом кризисе с начала 1990-х годов, когда смертность непрерывно превысила рождаемость (показатель смертности на 2011 год превышает показатель рождаемости — 14,2 и 9,3 соответственно). Сербия имеет один из самых негативных темпов роста населения в мире, занимая двести двадцать пятое место из 233 стран. Общий коэффициент фертильности — 1,44 ребёнка на одну мать, что является одним из самых низких показателей в мире.
В самопровозглашённой «Республике Косово» перепись проведена летом 2011 года, численность населения была определена в 1 733 872 человека. Большинство населения самопровозглашённого Косова — албанцы, вторая по численности этническая группа — сербы. Север Косова не переписывался, по некоторым оценкам, там проживает около 68 000 человек, большинство из которых — сербы.
По некоторым оценкам, около 300 000 человек покинули Сербию в 1990-х гг., примерно 20 % из них имеющие высшее образование. Эмиграция из страны продолжалась и далее. Из-за низкой рождаемости и эмиграции молодёжи страна входит в десятку стран мира с наибольшим средним возрастом населения. Кроме того, Сербия имеет один из самых отрицательных темпов роста населения в мире, занимая в соответствующем рейтинге стран двести двадцать пятое место из двухсот тридцати трех. 
Однако в 2022 году в Сербию приехали 140 тыс. мигрантов из России (а также украинцы и белорусы), и власти страны объявили о намерении предоставить им гражданство в ускоренном порядке.

## Этнический состав
Сербы являются крупнейшей этнической группой в Сербии, составляющей 83 % от общей численности населения, если считать без Косова и Метохии. Второй по численности этнической группой являются венгры — 3,9 % во всей Сербии и 14,3 % населения в Воеводине. Другие меньшинства включают боснийцев, цыган, албанцев, болгар, черногорцев, македонцев, словаков, русин, влахов, румын. В Сербии проживает и значительная китайская диаспора.
По данным переписи населения 2011 года, в Сербии (без Косова и Метохии) проживало 1 135 393 представителя национальных меньшинств.
Крупнейшие нацменьшинства Сербии выбирают свои советы национального меньшинства в рамках устраиваемых Центральной избирательной комиссией Сербии выборов, как прямым голосованием, так и через собрания выборщиков.
Сербия имеет самое большое число беженцев в Европе. Их доля в населении страны колеблется от 7 % до 7,5 %. Сотни тысяч беженцев в ходе распада Югославии прибыли в Сербию из Хорватии и бывшей Сербской Краины, из Боснии и Герцеговины и Косова и Метохии. Все эти переселения значительно изменили этнический состав страны.
По данным переписи населения, проведённой в 2011 году и не затронувшей Косово и Метохию, этнический состав Сербии выглядел следующим образом:
|               | численность, чел. | % от всего | % от указав- ших |
| ------------- | ----------------- | ---------- | ---------------- |
| всего         | 7 186 862         | 100,00%    |                  |
| сербы         | 5 988 150         | 83,32%     | 86,61%           |
| венгры        | 253 899           | 3,53%      | 3,67%            |
| цыгане        | 147 604           | 2,05%      | 2,13%            |
| бошняки       | 145 278           | 2,02%      | 2,10%            |
| хорваты       | 57 900            | 0,81%      | 0,84%            |
| словаки       | 52 750            | 0,73%      | 0,76%            |
| черногорцы    | 38 527            | 0,54%      | 0,56%            |
| влахи         | 35 330            | 0,49%      | 0,51%            |
| румыны        | 29 332            | 0,41%      | 0,42%            |
| македонцы     | 22 755            | 0,32%      | 0,33%            |
| мусульмане    | 22 301            | 0,31%      | 0,32%            |
| болгары       | 18 543            | 0,26%      | 0,27%            |
| буневцы       | 16 706            | 0,23%      | 0,24%            |
| русины        | 14 246            | 0,20%      | 0,21%            |
| горанцы       | 7767              | 0,11%      | 0,11%            |
| албанцы       | 5809              | 0,08%      | 0,08%            |
| украинцы      | 4903              | 0,07%      | 0,07%            |
| немцы         | 4064              | 0,06%      | 0,06%            |
| словенцы      | 4033              | 0,06%      | 0,06%            |
| русские       | 85 500            | 1,19%      | 1,19%            |
| югославы      | 23 303            | 0,32%      | 0,34%            |
| другие        | 17558             | 0,24%      | 0,25%            |
| всего указали | 6 914 005         | 96,20%     | 100,00%          |
| региональные  | 30 771            | 0,43%      |                  |
| неизвестные   | 81 740            | 1,14%      |                  |
| не указали    | 160 346           | 2,23%      |                  |

| Сербия (без Косова) в 2011 г. | Сербия (без Косова) в 2011 г. | Сербия (без Косова) в 2011 г. | Сербия (без Косова) в 2011 г. | Сербия (без Косова) в 2011 г. |
| ----------------------------- | ----------------------------- | ----------------------------- | ----------------------------- | ----------------------------- |
| Сербы                         |                               |                               | 86.61 %                       |                               |
| Венгры                        |                               |                               | 3.67 %                        |                               |
| Цыгане                        |                               |                               | 2.13 %                        |                               |
| Боснийцы                      |                               |                               | 2.10 %                        |                               |
| Хорваты                       |                               |                               | 0.84 %                        |                               |
| Прочие                        |                               |                               | 4.65 %                        |                               |

Основные этносы, проживающие в Сербии (без учета Косова и Метохии):
- Сербы составляют больше 90 % населения в 86 общинах страны. В 47 общинах их численность составляет от 70 % до 89 %. В 17 общинах они составляют от 50 % до 69 % населения. Менее 50 % они составляют в 16 общинах, при этом в общине Бач у сербов самая большая доля от общей численности населения - 46,9 %. Меньше всего сербов проживает в общинах Тутин — 3,5 от общего населения общины, Канижа — 7,2 %, Сента — 10,9 %, Босилеград — 11 %, Нови-Пазар — 16,2 %, Ада — 17,4 %, Мали-Иджош — 19,8 % и Сьеница — около 20 %[16].
- Венгры составляют большинство населения в общинах Канижа — 85,1 %, Сента — 79,1 %, Ада — 75 %, Бачка-Топола — 57,9 % и Мали-Иджош — 53,9 %. Также они являются самой многочисленной группой населения в Чоке — 49,7 %, Бечее — 46,3 % и Суботице — 35,6 %. В Суботице проживает 50 469 венгров, или каждый пятый венгр в Сербии. Помимо вышеуказанных общин число венгров также велико в таких городах как Нови-Сад — 13 272 человека и Зренянин — 12 350 человек[16].
- Бошняки проживают, в основном, в нескольких общинах в Рашке и в области Златибора. От 145 278 бошняков более половины (77 443 или 53,3 %) проживают в Нови-Пазаре. Также они составляют значительный процент населения в общинах Тутин — 28 041 человек, Сьеница — 19 498 человек и Приеполе — 12 792 человека. На территории этих четырех общин проживает более 95 % бошняков Сербии[17].
- Болгары являются большинством в приграничных общинах Босилеград — 71,8 % и Димитровград — 53,5 %. В них проживает около 61 % всех болгар в Сербии. Всего в стране проживают 18 543 представителя болгарского этноса. Также по численности болгар выделяются общины Бабушница и Сурдулица, где болгары составляют 5,1 % и 3,6 % населения соответственно[17].
- Албанцы компактно проживают на юго-востоке Сербии в общинах Прешево, Медведжа и Буяновац. Албанское население этих районов бойкотировало перепись 2011 года, поэтому точных данных о его численности нет. По переписи населения 2002 года в общине Прешево они составляли 89,1 %, общине Буяновац 54,7 %, а в общине Медведжа — 26,2 %. Перепись 2011 года зафиксировала рост числа албанцев, проживающих в Белграде. Их число составило 1252 человека[18].
- Словаки составляют большинство в общине Бачки-Петровац — 65,4 %. Также они являются самой крупной этнической группой в общине Ковачица — 41,85 %. Велико их количество и в общине Бач, где словаков около 20 % от общей численности населения. Помимо них множество словаков также проживает в Нови-Саде (6393), Стара-Пазове (5212) и Бачка-Паланке (5047)[18].

- Сербы
- Венгры
- Словаки
- Буневцы
- Влахи

Национальный состав населения Косова и Метохии (без Северного Косова) по данным переписи населения частично признанной Республики Косово 2011 года
|                  | численность, чел. | % от всего | % от указав- ших |
| ---------------- | ----------------- | ---------- | ---------------- |
| всего            | 1 739 825         | 100,00%    |                  |
| албанцы          | 1 616 869         | 92,93%     | 93,08%           |
| бошняки          | 27 533            | 1,58%      | 1,59%            |
| сербы            | 25 532            | 1,47%      | 1,47%            |
| турки            | 18 738            | 1,08%      | 1,08%            |
| ашкали           | 15 436            | 0,89%      | 0,89%            |
| арабы (египтяне) | 11 524            | 0,66%      | 0,66%            |
| горанцы          | 10 265            | 0,59%      | 0,59%            |
| цыгане           | 8824              | 0,51%      | 0,51%            |
| другие           | 2352              | 0,14%      | 0,14%            |
| всего указали    | 1 737 073         | 99,84%     | 100,00%          |
| не указали       | 912               | 0,05%      |                  |
| неизвестные      | 1840              | 0,11%      |                  |

| Косово (без Северного Косова) в 2011 г. | Косово (без Северного Косова) в 2011 г. | Косово (без Северного Косова) в 2011 г. | Косово (без Северного Косова) в 2011 г. | Косово (без Северного Косова) в 2011 г. |
| --------------------------------------- | --------------------------------------- | --------------------------------------- | --------------------------------------- | --------------------------------------- |
| Албанцы                                 |                                         |                                         | 93.08 %                                 |                                         |
| Боснийцы                                |                                         |                                         | 1.59 %                                  |                                         |
| Сербы                                   |                                         |                                         | 1.47 %                                  |                                         |
| Турки                                   |                                         |                                         | 1.08 %                                  |                                         |
| Ашкали                                  |                                         |                                         | 0.89 %                                  |                                         |
| Прочие                                  |                                         |                                         | 1.90 %                                  |                                         |

### Перепись 1991
Национальный состав Сербии (с Косовом)
| Сербия (включая Косово) в 1991 г. | Сербия (включая Косово) в 1991 г. | Сербия (включая Косово) в 1991 г. | Сербия (включая Косово) в 1991 г. | Сербия (включая Косово) в 1991 г. |
| --------------------------------- | --------------------------------- | --------------------------------- | --------------------------------- | --------------------------------- |
| Сербы                             |                                   |                                   | 66 %                              |                                   |
| Албанцы                           |                                   |                                   | 17 %                              |                                   |
| Венгры                            |                                   |                                   | 3.5 %                             |                                   |
| Прочие                            |                                   |                                   | 13.5 %                            |                                   |

### Перепись 1948 года
По первой послевоенной переписи 1948 года в Сербии (с Косовом и Воеводиной) проживали 6528,0 тыс. человек, в том числе: 4823,7 тыс. сербов, 532,0 тыс. албанцев, 433,7 тыс. венгров, 169,9 тыс. хорватов, 74,9 тыс. черногорцев, 21,0 тыс. словенцев, 17,9 тыс. македонцев, 17,3 тыс. мусульман.

## Язык
Официальным языком страны является сербский на кириллице. В соответствии с Конституцией страны в Воеводине также используются венгерский, словацкий, хорватский, румынский, украинский и русинский языки, а в Косове и Метохии — сербский и албанский.
Языковой состав населения Сербии (без Косова и Метохии) по данным переписей населения 2011 и 2002 гг.
| родной язык              | числен- ность перепись 2011 (чел.) | % от всего | % от указав- ших | числен- ность перепись 2002 (чел.) | % от всего | % от указав- ших |
| ------------------------ | ---------------------------------- | ---------- | ---------------- | ---------------------------------- | ---------- | ---------------- |
| всего                    | 7 186 862                          | 100,00 %   |                  | 7 498 001                          | 100,00 %   |                  |
| сербский                 | 6 330 919                          | 88,09 %    | 89,69 %          | 6 620 699                          | 88,30 %    | 89,06 %          |
| венгерский               | 243 146                            | 3,38 %     | 3,44 %           | 286 508                            | 3,82 %     | 3,85 %           |
| боснийский               | 138 871                            | 1,93 %     | 1,97 %           | 134 749                            | 1,80 %     | 1,81 %           |
| цыганский                | 100 668                            | 1,40 %     | 1,43 %           | 82 242                             | 1,10 %     | 1,11 %           |
| словацкий                | 49 796                             | 0,69 %     | 0,71 %           | 57 498                             | 0,77 %     | 0,77 %           |
| влашский                 | 43 095                             | 0,60 %     | 0,61 %           | 54 818                             | 0,73 %     | 0,74 %           |
| румынский                | 29 075                             | 0,40 %     | 0,41 %           | 34 515                             | 0,46 %     | 0,46 %           |
| хорватский               | 19 223                             | 0,27 %     | 0,27 %           | 27 588                             | 0,37 %     | 0,37 %           |
| болгарский               | 13 337                             | 0,19 %     | 0,19 %           | 16 459                             | 0,22 %     | 0,22 %           |
| македонский              | 12 706                             | 0,18 %     | 0,18 %           | 14 355                             | 0,19 %     | 0,19 %           |
| русинский                | 11 340                             | 0,16 %     | 0,16 %           | 13 458                             | 0,18 %     | 0,18 %           |
| албанский                | 10 040                             | 0,14 %     | 0,14 %           | 63 835                             | 0,85 %     | 0,86 %           |
| буневский                | 6835                               | 0,10 %     | 0,10 %           |                                    |            |                  |
| русский                  | 3179                               | 0,04 %     | 0,05 %           | 2199                               | 0,03 %     | 0,03 %           |
| черногорский             | 2519                               | 0,04 %     | 0,04 %           |                                    |            |                  |
| словенский               | 2269                               | 0,03 %     | 0,03 %           | 3024                               | 0,04 %     | 0,04 %           |
| немецкий                 | 2190                               | 0,03 %     | 0,03 %           | 2279                               | 0,03 %     | 0,03 %           |
| другие                   | 39 463                             | 0,55 %     | 0,56 %           | 83775                              | 1,12 %     | 1,13 %           |
| всего указали            | 7 058 671                          | 98,22 %    | 100,00 %         | 7 434 124                          | 99,15 %    | 100,00 %         |
| не указали и неизвестные | 128 191                            | 1,78 %     |                  | 63 877                             | 0,85 %     |                  |

## Религия
Конституция и законы Сербии гарантируют свободу вероисповедания. На практике это так, хотя и не в полной мере. Примером этого может быть существование двух мусульманских общин в Сербии и их напряжённые отношения между собой, вопрос национализованного в годы СФРЮ церковного имущества и спорадические нападения на представителей и объекты небольших религиозных общин. В 1945—1946 годах югославские власти национализировали бо́льшую часть имущества церквей и монастырей и конституционно отделили церковь от государства. Тогда же македонская церковь добилась независимости от Сербской православной церкви.
Согласно переписи населения 2002 г., без Косова:
- православных — 6 371 584 чел. (85,0 % населения),
- католиков — 410 976 чел. (5,5 % населения),
- мусульман — 239 658 чел. (3,2 %),
- протестантов — 80 837 чел. (1,1 % населения).

Религиозный состав населения Сербии (без Косова и Метохии) по данным переписей населения 2011 и 2002 гг.
| религиозная принадлежность | числен- ность перепись 2011 (чел.) | % от всего | % от указав- ших | числен- ность перепись 2002 (чел.) | % от всего | % от указав- ших |
| -------------------------- | ---------------------------------- | ---------- | ---------------- | ---------------------------------- | ---------- | ---------------- |
| всего                      | 7 186 862                          | 100,00 %   |                  | 7 498 001                          | 100,00 %   |                  |
| христиане                  | 6 555 931                          | 91,22 %    | 95,48 %          | 6 876 279                          | 91,71 %    | 95,99 %          |
| *православие               | 6 079 396                          | 84,59 %    | 88,54 %          | 6 371 584                          | 84,98 %    | 88,94 %          |
| *католицизм                | 356 957                            | 4,97 %     | 5,20 %           | 410 976                            | 5,48 %     | 5,74 %           |
| *протестантизм             | 71 284                             | 0,99 %     | 1,04 %           | 78 646                             | 1,05 %     | 1,10 %           |
| *христиане                 | 45 083                             | 0,63 %     | 0,66 %           | 12 882                             | 0,17 %     | 0,18 %           |
| *др. христиане             | 3211                               | 0,04 %     | 0,05 %           | 2191                               | 0,03 %     | 0,03 %           |
| ислам                      | 222 828                            | 3,10 %     | 3,25 %           | 239 658                            | 3,20 %     | 3,35 %           |
| иудаизм                    | 578                                | 0,01 %     | 0,01 %           | 785                                | 0,01 %     | 0,01 %           |
| вост. религии              | 1237                               | 0,02 %     | 0,02 %           | 240                                | 0,00 %     | 0,00 %           |
| другие                     | 1776                               | 0,02 %     | 0,03 %           | 6649                               | 0,09 %     | 0,09 %           |
| агностики                  | 4010                               | 0,06 %     | 0,06 %           |                                    |            |                  |
| атеисты                    | 80 053                             | 1,11 %     | 1,17 %           | 40 068                             | 0,53 %     | 0,56 %           |
| всего указали              | 6 866 413                          | 95,54 %    | 100,00 %         | 7 163 679                          | 95,54 %    | 100,00 %         |
| не указали                 | 220 735                            | 3,07 %     |                  | 197 031                            | 2,63 %     |                  |
| неизвестные                | 99 714                             | 1,39 %     |                  | 137 291                            | 1,83 %     |                  |

## Беженцы
Войны в Хорватии и в Боснии и Герцеговине вызвали массовые волны беженцев сербской национальности из этих стран. В 1994 году на территории Союзной Республики Югославии находилось более 180 000 беженцев и перемещенных лиц из Хорватии. В 1995 году после уничтожения Сербской Краины от 230 000 до 250 000 сербов стали беженцами. На своей территории их приняла Союзная Республика Югославия. 12 000 человек были отправлены в Косово, 60 000 разместились в Воеводине, 180 000 осели в Центральной Сербии. При этом 25 000 из них находились в коллективных лагерях для беженцев. Приток беженцев создал в Югославии крайне напряжённую гуманитарную обстановку. Возник сложный вопрос об их статусе. Война в Боснии и Герцеговине также вызвала значительный приток сербских беженцев в Югославию.
Действия повстанцев Армии освобождения Косова и бомбардировки авиации НАТО во время Косовской войны вынудили большинство неалбанского населения покинуть Косово и Метохию. В результате действий югославской армии край также покинули до 790 000 албанцев. Большая часть из них уходила в Албанию или Македонию, но часть нашла убежище в Сербии и Черногории. В 2000 году число покинувших край на территории Югославии насчитывалось больше 200 000 человек. В 2001 году была проведена перепись беженцев. Всего в стране их насчитывалось 451 980 человек, из которых 63% были из Хорватии, остальные — из Боснии и Герцеговины. В том же году в Сербии было 408 коллективных центров, где размещались 20 949 беженцев из Хорватии и БиГ и 9107 переселенцев из Косова и Метохии. Ещё около 10 000 находились в незарегистрированных коллективных центрах. Остальные беженцы и переселенцы арендовали жилье или разместились у родственников или друзей.
С момента прибытия на территорию Сербии многие беженцы получали гражданство или спустя некоторое время возвращались в Хорватию и Боснию и Герцеговину. Однако в 2012 году на территории страны было 97 000 беженцев из Хорватии и Боснии и 236 000 внутренних переселенцев с территории Косова. В 2011 году в стране находились 60 коллективных центров, где размещались 4700 беженцев и переселенцев. Таким образом, Сербия остаётся первой страной в Европе и входит в первую пятёрку стран мира с наибольшими проблемами по вопросам беженцев.

## Статистика
Средний возраст:
- всех: 40,4 года
- мужчин: 39,1 года
- женщин: 41,7 года

Средняя продолжительность жизни:
- всех: 74 года
- мужчин: 71 год
- женщин: 76 лет (в 2000 г.)

Воспроизводство: 1,78 ребёнка на женщину (в 2006 году)
Религии: Сербская православная, Ислам, Римско-Католическая, Протестантская
Языки: сербский (государственный); румынский, венгерский, словацкий, русинский, хорватский (официальные в Воеводине); албанский (официальный в Косове)
Грамотность:
Старше 15 лет умеют читать и писать
- все: 96,4 %
- мужчины: 98,9 %
- женщины: 94,1 % (в 2002 г.)

- 1867
- 1868
- 1880